# 김대경 (1987년)
김대경(1987년 10월 17일 ~ )은 대한민국의 축구 선수이며, 포지션은 수비수이다.